# Stuart Zagnit
Stuart Zagnit (por vezes creditado como Stan Hart, New Brunswick, Nova Jérsia, 28 de Março de 1952) é um actor norte-americano. Ele tem trabalhado em todas as áreas incluindo a Broadway, off-Broadway, regional, digressões nacionais, televisão, filmes, comerciais e dublagem.

## Carreira

### Teatro
- 2011: The Merry Wives of Windsor (Terrace) (Brooklyn, Nova Iorque) - Sir John Falstaff
- 2009: How the Grinch Stole Christmas! (Los Angeles, Califórnia) - Grandpa Who;
- 2009: On The Waterfront - Johnny Friendly;
- 2009: Diary of Anne Frank - Mr. Dussel;
- 2008: How the Grinch Stole Christmas!
- 2007: Fiddler On The Roof - Tevye
- 2005: Picon Pie - Jacob 'Yonkel' Kalich
- 2000: Seussical - Broadway - The Mayor

### Vozes
- Pokémon - Professor Oak, Koga (temporadas 1-9)
- Winx Club (4Kids Entertainment edit) - Mike
- Shaman King - Vozes adicionais
- Slayers - Zolf

### Televisão
- Law & Order: Criminal Intent - Lemoyne ("Malignant")
- Law & Order: Special Victims Unit - Harrison Barnett ("Folly")
- 30 Rock - Nixon ("Rosemary's Baby")